# SafetyNet API
SafetyNet API  是由Google Play服務提供的用於安全敏感应用程序（例如数字版权管理）的应用程序接口 。SafetyNet API其實是由多個应用程序接口組成。
SafetyNet API中有一個名為SafetyNet Attestation API  的应用程序接口，它可以用來驗證設備的完整性是否受到破壞，因此諸如LineageOS之类的非官方操作系統无法通过认证，這樣的話用戶無法在没有Google Play服務的純淨Android （  AOSP ）下使用那些用到SafetyNet Attestation API的銀行類应用程序。
不過2025年5月20日後SafetyNet Attestation API被Play Integrity API取代。   与SafetyNet API 一样，Play Integrity API同樣由Google Play服務提供，因此在AOSP中無法運行那些用到Play Integrity API 的應用程序。